# Apple Valley (Ohio)
Apple Valley es un lugar designado por el censo ubicado en el condado de Knox en el estado estadounidense de Ohio. En el Censo de 2010 tenía una población de 5058 habitantes y una densidad poblacional de 286,85 personas por km².

## Geografía
Apple Valley se encuentra ubicado en las coordenadas 40°26′17″N 82°21′0″O / 40.43806, -82.35000. Según la Oficina del Censo de los Estados Unidos, Apple Valley tiene una superficie total de 17.63 km², de la cual 15.57 km² corresponden a tierra firme y (11.68%) 2.06 km² es agua.

## Demografía
Según el censo de 2010, había 5058 personas residiendo en Apple Valley. La densidad de población era de 286,85 hab./km². De los 5058 habitantes, Apple Valley estaba compuesto por el 96.86% blancos, el 1.09% eran afroamericanos, el 0.28% eran amerindios, el 0.57% eran asiáticos, el 0.02% eran isleños del Pacífico, el 0.42% eran de otras razas y el 0.77% pertenecían a dos o más razas. Del total de la población el 1.38% eran hispanos o latinos de cualquier raza.